# Дыгат, Мариан Зыгмунт Владислав
Мариан Зигмунт Владислав Дыгат (пол. Marian Zygmunt Władysław Dygat; 2 октября 1894, Краков — 14 октября 1977, Париж) — польский пианист.
Учился в Кракове у Клары Чоп-Умлауф, затем в Венской академии музыки у Ежи Лялевича (и одновременно частным образом у Эмиля фон Зауэра); позднее ездил летом в Морж брать уроки у Игнация Падеревского. По окончании обучения в 1919 г. обосновался в Париже, где с успехом начал свою исполнительскую карьеру (впервые выступив в Польше только в 1925 г.). Гастролировал в Европе и США, завоевав репутацию специалиста по новейшей музыке (Дебюсси, Равель, Пуленк, Гранадос, Шимановский) и по творчеству Фридерика Шопена. Выступал в ансамбле со скрипачами Генриком Шерингом и Евгенией Уминьской. В 1960 г., после смерти жены, завершил исполнительскую карьеру и сосредоточился на педагогической работе.